# Medan (syn Abrahama)
Medan (hebr. מְדָ֥ן) − postać biblijna ze Starego Testamentu, piąty syn patriarchy Abrahama, a trzeci pochodzący z jego małżeństwa z Keturą.